# Корну-де-Сус (Думбрава, Прахова)
Корну-де-Сус (рум. Cornu de Sus) — село у повіті Прахова в Румунії. Входить до складу комуни Думбрава.
Село розташоване на відстані 46 км на північ від Бухареста, 19 км на південний схід від Плоєшті, 102 км на південний схід від Брашова.

## Населення
За даними перепису населення 2002 року у селі проживали 911 осіб. Рідною мовою 909 осіб (99,8%) назвали румунську.
Національний склад населення села:
| Національність | Кількість осіб | Відсоток |
| -------------- | -------------- | -------- |
| румуни         | 462            | 50,7%    |
| цигани         | 449            | 49,3%    |